# Abdul Aziz (piłkarz)
Abdul Aziz (ur. 11 stycznia 1986 w Karaczi) – pakistański piłkarz występujący na pozycji pomocnika. Zawodnik klubu NBP FC.

## Kariera klubowa
Aziz karierę rozpoczął w 2003 roku w zespole NBP FC z Pakistan Premier League. W 2004 roku zdobył z nim Puchar Ligi Pakistańskiej.

## Kariera reprezentacyjna
W reprezentacji Pakistanu Aziz zadebiutował w 2005 roku.